# Station Sędziszów Małopolski
Station Sędziszów Małopolski is een spoorwegstation in de Poolse plaats Sędziszów Małopolski.